# Eugène-François Vidocq
Eugène-François Vidocq (Arras, 24 luglio 1775 – Parigi, 11 maggio 1857) è stato un investigatore, criminale e avventuriero francese.

## Biografia
Figlio di un panettiere, François Vidocq commette diversi furtarelli durante la sua infanzia; all'età di 14 anni uccide, si dice per sbaglio, il suo maestro di spada, e successivamente fugge da Arras. Finito il denaro che era riuscito a procurarsi, è costretto, a 16 anni, ad arruolarsi nell'armata rivoluzionaria; combatte a Valmy e a Jemmapes, poi diserta l'esercito, che abbandona definitivamente nel 1793. Si abbandona allora a una vita avventurosa di ladro e di truffatore tra Parigi e il Settentrione della Francia.

### Il carcere
Arrestato da Henry-Joseph Gisquet, viene condannato nel 1797 dal tribunale criminale di Douai a otto anni di lavori forzati per «falso in conti pubblici ed autentici». A Bicêtre (famoso carcere di Parigi), viene incorporato alla catena di Brest, un gruppo di forzati destinati al carcere di quel porto. Il viaggio, particolarmente faticoso, dura 24 giorni. Vidocq ne approfitta per tentare una prima evasione nella foresta di Compiègne. Questo primo tentativo non riuscirà. La catena dei forzati arriva a Brest il 24 nevoso dell'anno VI (13 gennaio 1798). La catena si ferma all'entrata di Brest, presso l'ospedale di Pontanézen, dove si procede alla liberazione dei carcerati dai ferri. Vidocq tenta di nuovo di piantare in asso i suoi guardiani, ma si procura una slogatura ad entrambi i piedi nel tentativo di saltare il muro di cinta. Tre settimane dopo, entra nel carcere: il registro matricola del carcere lo descrive così:
«22 anni, taglia 5 piedi, 2 pollici, 6 linee; capelli, sopracciglia castani chiari, barba dello stesso colore; viso ovale ricoperto di bitorzoli; occhi grigi, naso grosso; bocca media, mento tondo e biforcuto, fronte bassa, avente una cicatrice al labbro superiore lato destro; orecchie bucate».
Otto giorni dopo il suo arrivo, riesce a procurarsi degli abiti da marinaio per confondersi tra i lavoranti dell'arsenale di Brest; essendo riuscito a cambiarsi d'abito senza attirare l'attenzione lascia Brest del tutto indisturbato. Arrestato di nuovo nel 1799, è inviato questa volta al carcere di Tolone, da dove evade il 6 marzo 1800: acquisisce in questo modo fra la gente della malavita un rispetto e una notorietà senza eguali.

### LaSûreté
Nel 1806 propose i suoi servizi di “indicatore” alla polizia di Parigi; nel 1811 il prefetto lo incaricò di organizzare un'unità in borghese, la brigata de la Sûreté (Brigata di Sicurezza) con il compito di infiltrarsi nella malavita. Il dipartimento di polizia riconobbe il valore di questi agenti in abiti civili, e nell'ottobre 1812 l’unità sperimentale venne trasformata in un'unità di polizia di sicurezza sotto la Prefettura di polizia; Vidocq ne fu nominato capo. Il 17 dicembre 1813, Napoleone Bonaparte firmò un decreto che rese la Suretè forza di polizia di sicurezza dello Stato; da quel giorno in poi, è stata chiamata la Sûreté Nationale.
La Sûreté inizialmente contava otto, quindi dodici e, nel 1823, venti dipendenti; un anno più tardi, si espanse ancora una volta, a 28 agenti; inoltre, c'erano otto persone che lavoravano segretamente per la Sûreté, ma invece di uno stipendio, avevano ricevuto licenze per sale da gioco. La maggior parte dei subalterni di Vidocq era costituita di ex criminali come lui; arruolò anche persone appena uscite di prigione, come ad esempio Coco Lacour, che sarebbe poi diventato il successore di Vidocq presso la Sûreté.

### Le Bureau de renseignements pour le commerce
Nel 1827 Vidocq presentò definitivamente le sue dimissioni da capo della Sûreté. Nel 1828 pubblicò memorie che conobbero un grande successo e avrebbero ispirato Honoré de Balzac per il suo personaggio Vautrin. Nel 1833 fondò il Bureau de renseignements pour le commerce ('ufficio informazioni per il commercio', letteralmente), la prima agenzia di investigatori privati che fornivano ai commercianti, sotto finanziamento, servizi informativi e di sorveglianza. All'età di 82 anni, François Vidocq morì a Parigi l'11 maggio 1857.

## Immaginario popolare
La fama di Vidocq aveva varcato i confini della Francia anche durante la sua vita, se è vero che Melville lo cita nel Moby Dick, la cui prima edizione è del 1851, nel capitolo LXXXVIII. Melville lo cita come "famoso francese", maestro in gioventù di "occulte lezioni", a proposito del nome di "maestro" che viene dato al capodoglio maschio, signore e padrone dell'aremme (harem), quando è nel pieno del vigore. Una volta invecchiato, il capodoglio vaga tutto solo, cercando di mettere in guardia i giovani leviatani dai suoi stessi errori amorosi, così come fa Vidocq nelle sue Memorie. Vidocq ha ancora oggi un posto importante nell'immaginario popolare e francese in particolare.

### Cinema e televisione
Il personaggio di Vidocq è stato portato più volte sullo schermo:
- La jeunesse de Vidocq ou Comment on devient policier (1909): Prima apparizione di Vidocq sullo schermo in un cortometraggio di Gérard Bourgeois. Vidocq è interpretato da Harry Baur.
- Vidocq (1922): realizzato da Jean Kemm, su sceneggiatura di Arthur Bernède che elabora un adattamento al proprio romanzo. Vidocq è interpretato da René Navarre.
- Vidocq (1938): realizzato da Jacques Daroy. Vidocq è interpretato da André Brulé.
- Uno scandalo a Parigi (A Scandal in Paris): realizzato nel 1946 da Douglas Sirk. Vidocq è interpretato da George Sanders.
- Le Cavalier de croix-mort (1947): realizzato da Lucien Ganier-Raymond. Vidocq è interpretato da Henri Nassiet.
- Vidocq (1967): serie televisiva nella quale il ruolo di Vidocq è interpretato da Bernard Noël.
- Le nuove avventure di Vidocq (Les nouvelles aventures de Vidocq): serie televisiva del 1971 in cui Claude Brasseur riprende il ruolo
- Vidocq - La maschera senza volto (2001): realizzato da Pitof su sceneggiatura di Jean-Christophe Grangé, in cui il ruolo di Vidocq è interpretato da Gérard Depardieu.
- L'imperatore di Parigi (L'empereur de Paris): diretto nel 2018 da Jean-François Richet, con Vincent Cassel nei panni di Vidocq.

### Romanzi
Egli ispirerà anche ad alcuni romanzieri numerosi personaggi:
- Jean Valjean ne I miserabili di Victor Hugo.
- Vautrin ne La commedia umana di Honoré de Balzac.
- Rodolphe de Sombreuil ne I Misteri di Parigi di Eugène Sue.
- Auguste Dupin ne I delitti della Rue Morgue di Edgar Allan Poe.[2]
- Monsieur Lecoq ne L'affare Lerouge di Émile Gaboriau.
- Il poliziotto Jackal ne I Mohicani di Parigi di Alexandre Dumas padre.
- Vidocq compare nel romanzo "L'ufficio degli affari occulti" di  Éric Fouassier - Edito in Italia da ' Neri Pozza - 2022

## Le opere
- Memorie (1828)
- I ladri (saggio, 1836)
- Considerazioni sommarie sulle prigioni, le carceri e la pena di morte (saggio, 1844)
- I veri misteri di Parigi (romanzo, 1844)
- I fuochisti del nord (romanzo, 1845)

## Curiosità
- La figura di Vidocq è al centro di una della puntate della serie radiofonica Dee Giallo, condotta da Carlo Lucarelli su Radio Deejay.
- Vidocq è anche presente nel videogioco Assassin's Creed: Unity, incarcerato sull' Île de la Cité a Parigi.